# Kuma
Kuma folyó Oroszországban, a Kaukázus északi részén, majd a Kaszpi-tengerbe ömlik. Hossza 802 km, a medence 33,5 ezer km². Fő mellékfolyói: jobboldalon - Podkumok, Zolka, Darja; bal oldalon - Szurkul, Szuhoj, Tomuzlovka.

## Nevének eredete
Neve a török "kum" (homok) szóból származik. Alsó folyásánál a Kuma valóban átfolyik a homokon.

## Leírása
A Kuma folyó a Kaukázus északi lejtőjén ered, Karacsáj-Cserkesz autonóm terület keleti részén. A hegyek között még gyors folyású folyó a síkságra kijutva, sok kanyarulattal nyugodt folyásúvá szelídül, majd a Kaszpi-tenger előtt, Nyeftyekumszk városán kívül több ágra bomlik, amelyek általában nem érik el a Kaszpi-tengert.
A folyót főleg csapadék táplálja. Szuvorovszkaja falu közelében az átlagos éves vízhozama 10–12 m³/s. A Kuma vizét főleg a nyári vízhiányos időszakban széles körben használják öntözésre (a Tyerek–Kuma- és s Kuma–Keleti-Manics-csatornák) a gazdag Kuma-völgyben (Szuvorovszkaja sztanyicától Nyeftyekumszk városáig). 
Középső és alsó szakaszán a lefolyást az Otkaznoje falu közelében található Otkaznojei-víztározó szabályozza.